# Zacharias Ursinus

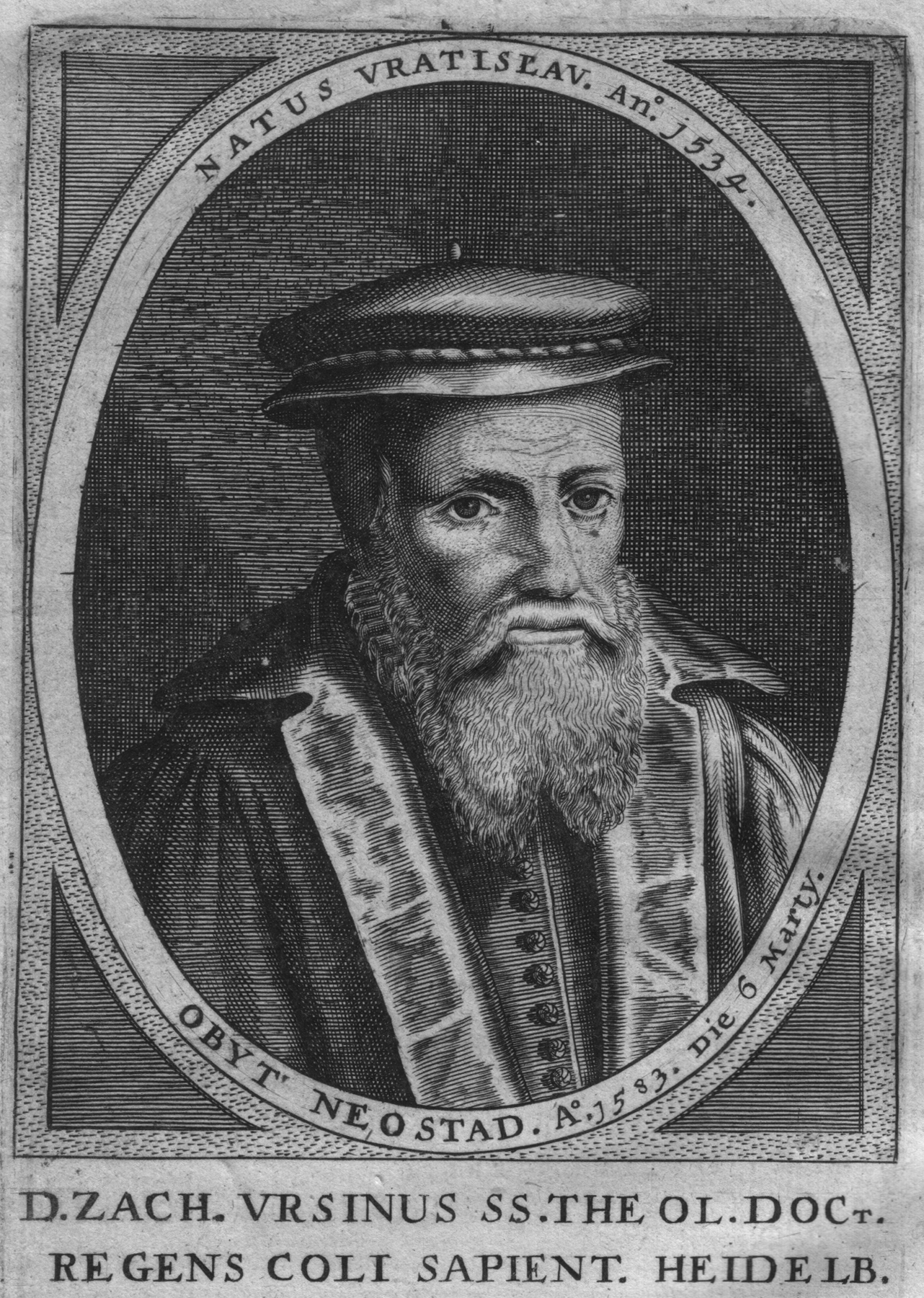
Zacharias Ursinus.

Zacharias Ursinus (latinisering av hans tyska namn, Beer, björn), född den 18 juli 1534 i Breslau, död den 6 maj 1583 i Neustadt an der Haardt, var en tysk reformert teolog. 
Ursinus studerade från 1550 i Wittenberg och slöt sig där på det närmaste till Melanchthon. Under en studieresa 1557–58 till Sydtyskland och Schweiz vanns han emellertid helt för den kalvinska läran. År 1558 kallades han till lärare vid Elisabethskolan i Breslau, men måste redan 1560 på grund av sin reformerta åskådning lämna denna befattning. I stället kallades han 1561 av kurfurst Fredrik III till teologie professor i Heidelberg, där han utvecklade en sällsynt rastlös och inflytelserik verksamhet som universitetslärare, predikant och skriftställare. Den pfalziska kyrkoordningen och Heidelbergkatekesen förskriver sig huvudsakligen från honom och hans vän Olevianus. Sedan den lutherskt sinnade kurfursten Ludvig VI 1576 tillträtt regeringen, måste Ursinus 1577 lämna sin professur, vilken han utbytte mot en lärartjänst i Neustadt. Hans sista större arbete var en kritisk granskning av den lutherska Konkordieboken (De libro Concordio... admonitio Christiana, 1581).